# Metaprosagoga
Metaprosagoga is een geslacht van rechtvleugeligen uit de familie sabelsprinkhanen (Tettigoniidae). De wetenschappelijke naam van dit geslacht is voor het eerst geldig gepubliceerd in 1930 door Vignon.

## Soorten
Het geslacht Metaprosagoga  is monotypisch en omvat slechts de volgende soort:
- Metaprosagoga insignis (Vignon, 1924)